# Partit Liberal de Suècia
Partit Liberal de Suècia (suec Sveriges Liberala Parti) fou un partit polític suec fundat el 1923 pel sector antiprohibicionista del Partit de Coalició Liberal quan es va votar a favor de la prohibició de l'alcohol, i així es va presentar a les eleccions legislatives sueques de 1924. El sector prohibicionista va fundar el Partit Popular de Pensament Lliure. El 1934 ambdós partits es reunificaren en el Partit Popular Liberal.

## Resultats electorals
| Any  | Líder         | Vots   | Vots | Escons  | Escons | Pos. | Govern   |
| Any  | Líder         | No.    | %    | No.     | ±      | Pos. | Govern   |
| ---- | ------------- | ------ | ---- | ------- | ------ | ---- | -------- |
| 1924 | Eliel Löfgren | 69,627 | 3.94 | 4 / 230 | Nou    | 5è   | Oposició |
| 1928 | Eliel Löfgren | 70,820 | 3.00 | 4 / 230 | =      | 6è   | Oposició |
| 1932 | Eliel Löfgren | 48,722 | 1.95 | 4 / 230 | =      | 7è   | Oposició |

## Líders
- Eliel Löfgren, 1923-1930
- Ernst Lyberg, 1930-1933
- Karl Andreas Andersson, 1933-1934